# Pietizem
Pietizem je protestantsko gibanje v 17. in 18. stoletju, usmerjeno proti hladnemu, racionalnemu pojmovanju krščanstva. V praksi je oznanjalo živo, čustveno pobožnost in dejavno ljubezen do bližnjega.
Pietisti so imeli v svojem programu tudi pomoč slovanskim narodom (Srbom, Čehom, Moravcem, Slovencem) pri utrjevanju pobožnosti z literaturo .